# Martin Ericsson (fotbollsspelare)
Martin Ericsson, född 4 september 1980, är en svensk före detta fotbollsspelare. 
Han blev presenterad som IF Elfsborgsspelare den 3 december 2008. Efter att han blivit utlånad till BK Häcken under våren 2012, skrev han den 31 juli under ett fyraårskontrakt med klubben. Han debuterade i Sveriges landslag i januari 2004, och har sedan dess gjort ett fåtal landskamper. Efter säsongen 2016 avslutade Ericsson sin spelarkarriär i BK Häcken men har arbetat kvar inom klubben och är sedan januari 2021 BK Häckens sportchef.